# Mandeltörel
Mandeltörel (Euphorbia amygdaloides) är en törelväxtart som beskrevs av Carl von Linné. Enligt Catalogue of Life och Dyntaxa ingår Mandeltörel i släktet törlar och familjen törelväxter. Arten betrktas som tillfällig i Sverige.

## Underarter
Arten delas in i följande underarter:
- E. a. amygdaloides
- E. a. arbuscula
- E. a. robbiae

## Bildgalleri

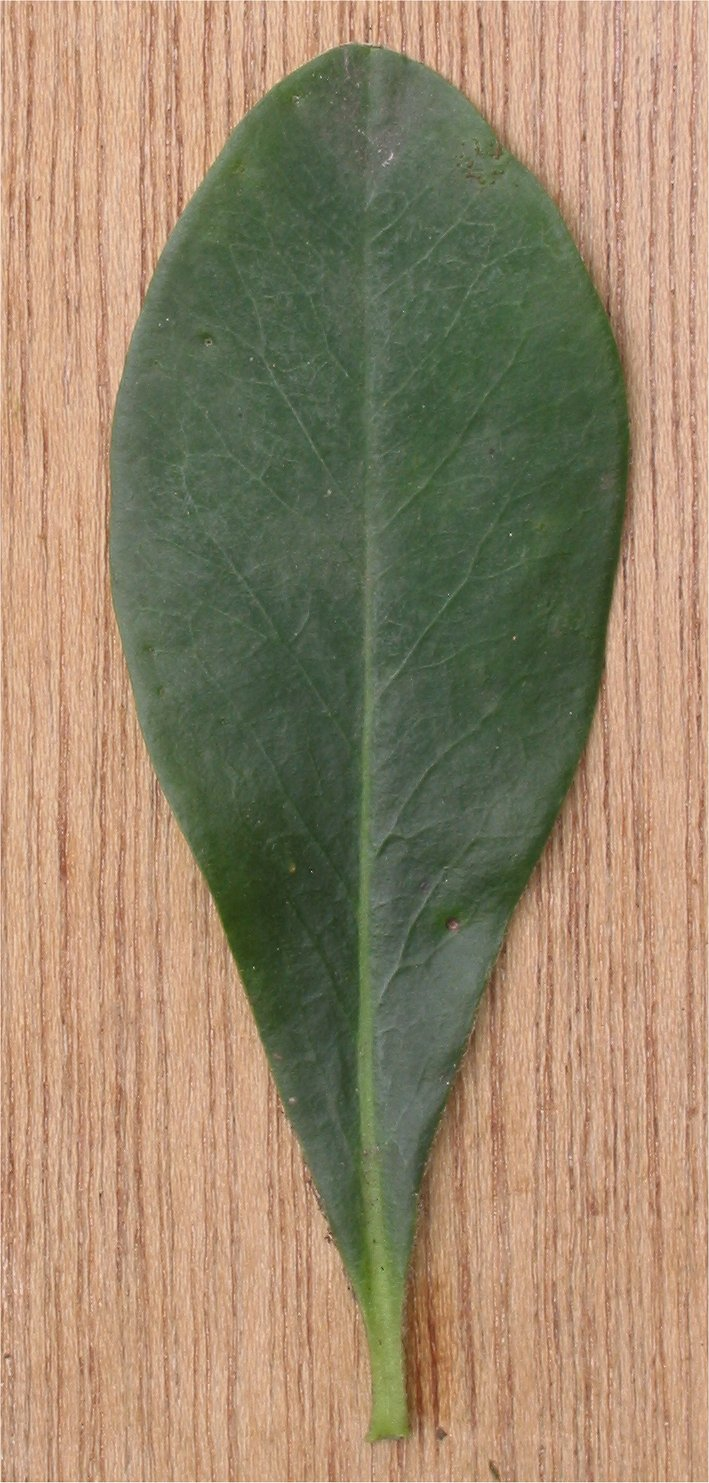
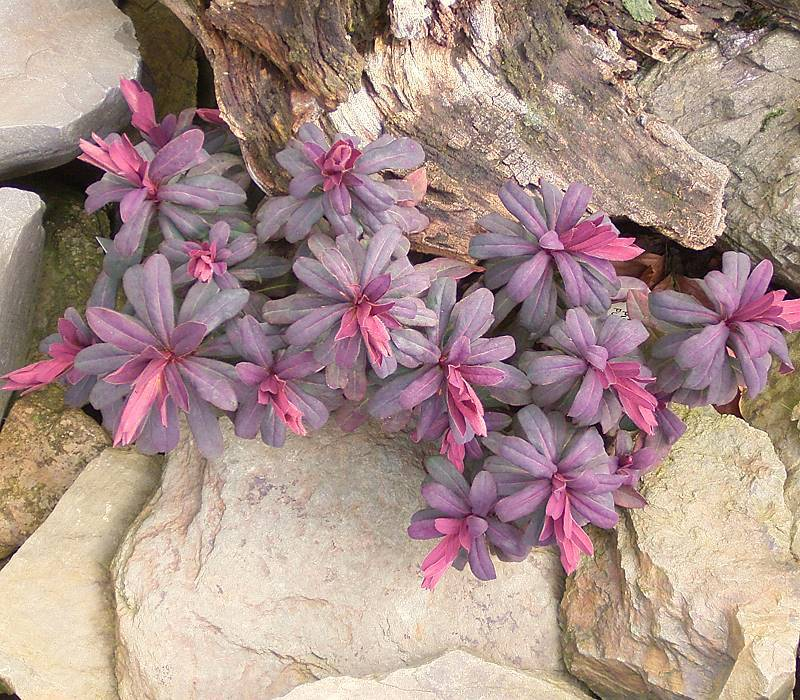
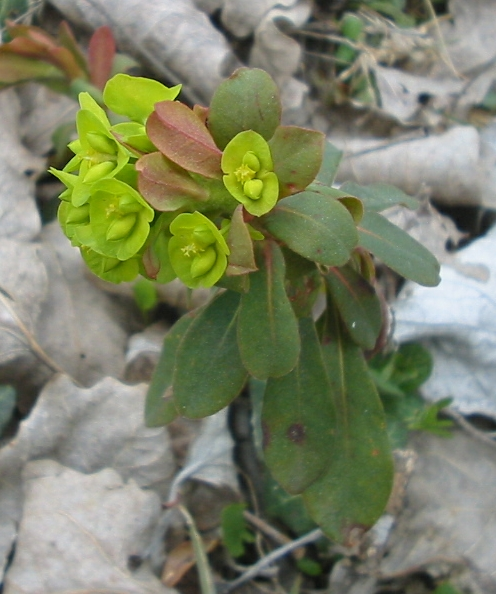
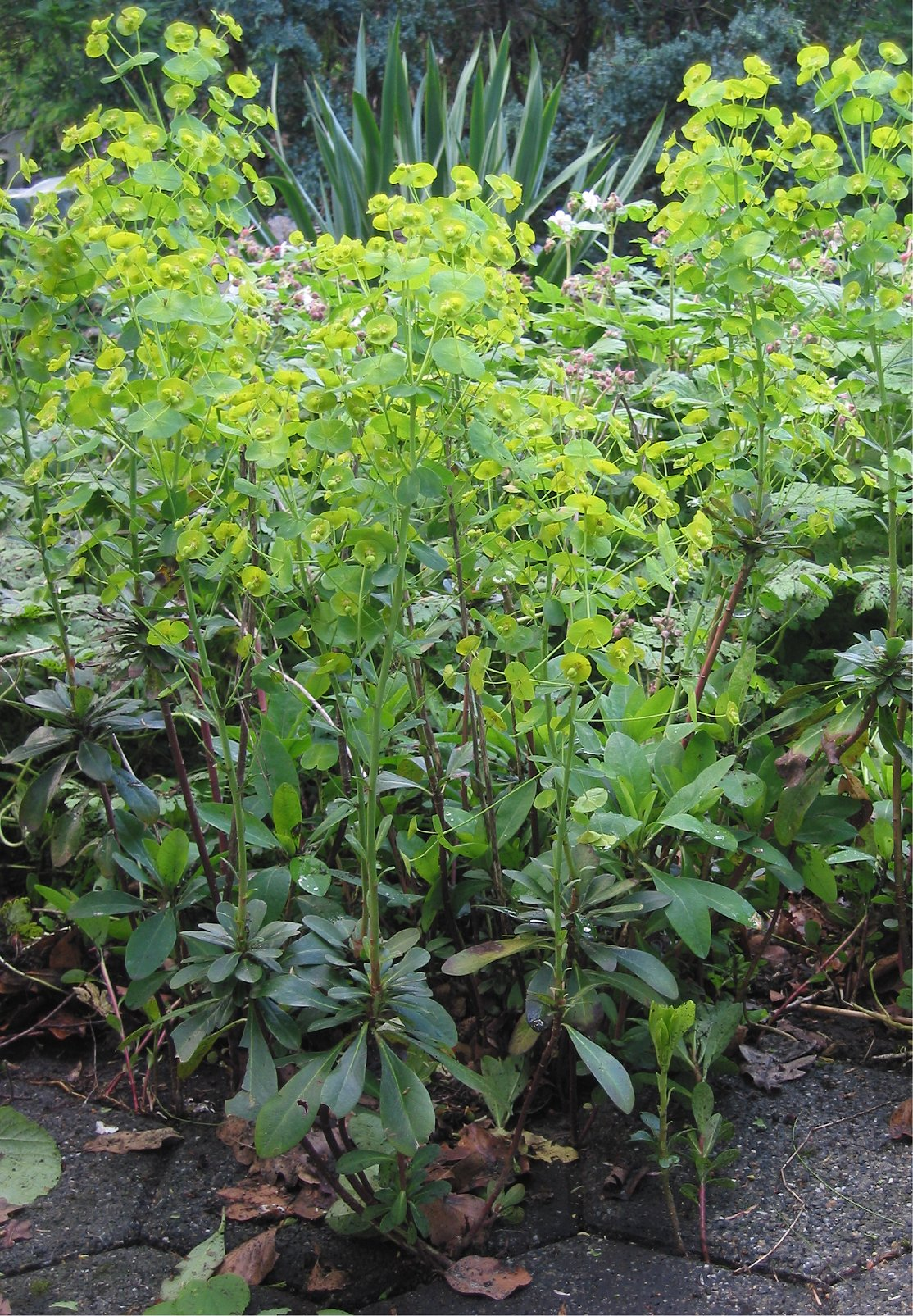
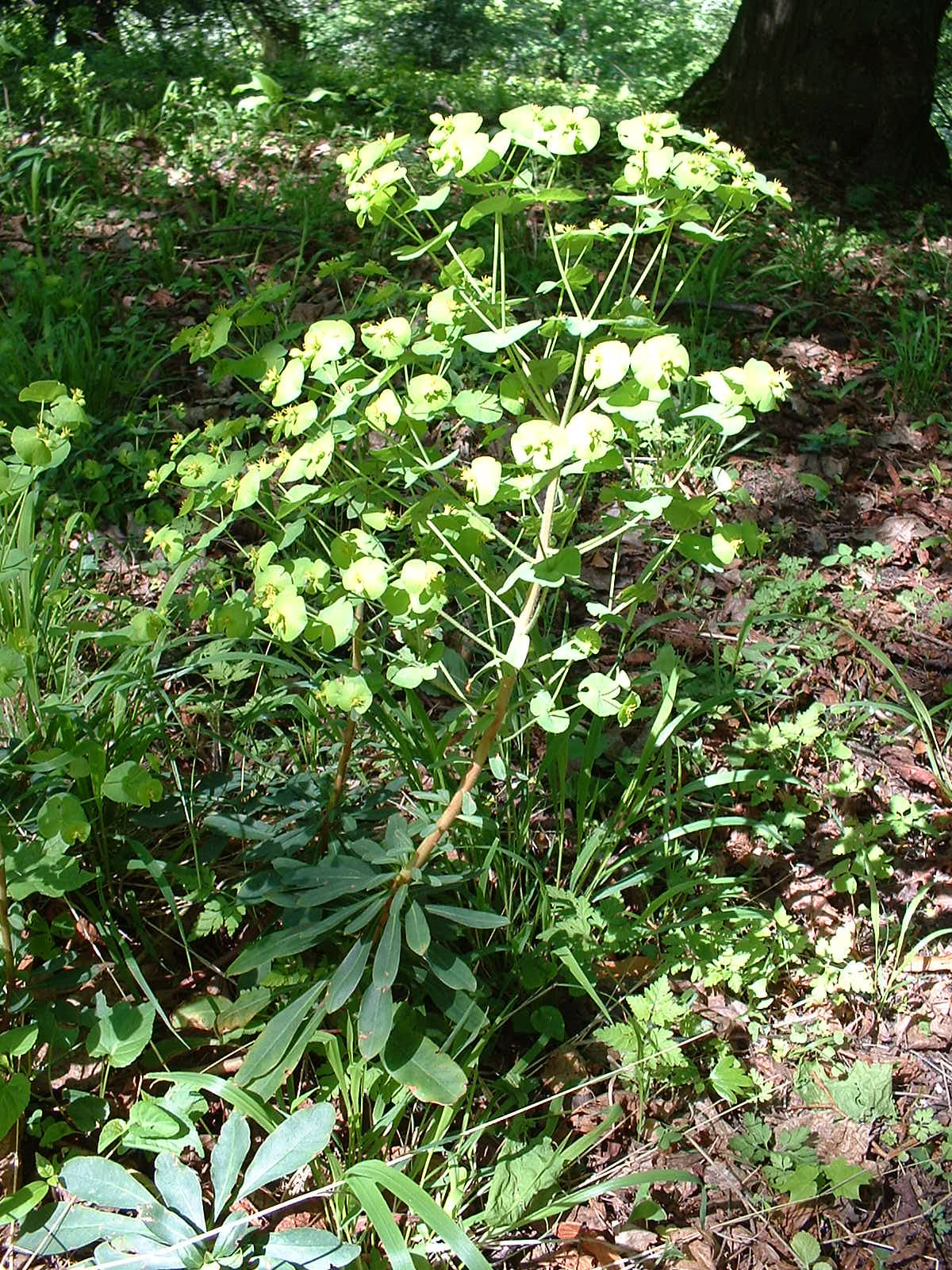
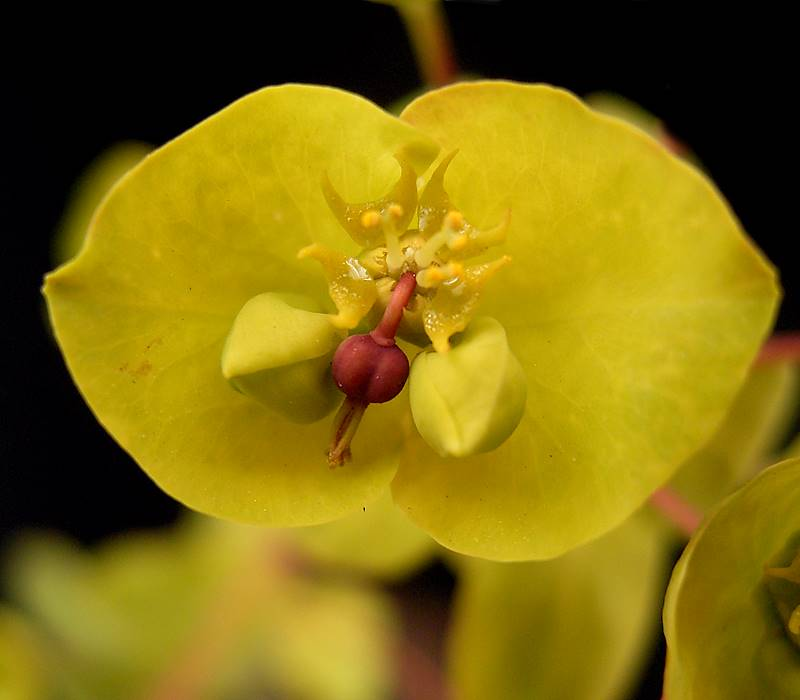